# Cristian Mungiu
Cristian Mungiu (Jászvásár, 1968. április 27.) román filmrendező, forgatókönyvíró és producer.

## Élete
Apja Ostin Mungiu orvos, a jászvásári orvosi egyetem tanára, anyja Maria Mungiu, román nyelv és irodalom tanár. Nővére, Alina Mungiu-Pippidi pszichiáter, aki politológusként és civil aktivistaként vált ismertté.
Cristian Mungiu angol nyelvet és irodalmat valamint amerikai irodalmat tanult, és egy ideig tanárként, illetve a rádiónál és a televíziónál újságíróként és műsorvezetőként dolgozott.
1998-ban a bukaresti színi- és filmakadémián (Academia de Teatru și Film) végzett, majd segédrendezőként dolgozott olyan filmeknél mint például a Le Capitaine Conan (1996, rendezte Bertrand Tavernier) és Életvonat (1998, rendezte Radu Mihăileanu).
Több rövidfilmet rendezett, melyek közül a Zapping a dakinói fesztiválon a legjobb rendezés díját nyerte 2000-ben. A Nyugat (2002) című filmje elnyerte a Festivalul Internațional de Film Transilvania nagydíját, majd bemutatták Cannes-ban a Rendezők Kéthete keretén belül.
A 4 hónap, 3 hét, 2 nap (2007) című filmje a 2007-es cannes-i fesztivál nagydíját kapta. A filmet a Golden Globe-díjra jelölték a legjobb idegen nyelvű film kategóriában.
2007. május 28-án Traian Băsescu elnök a „Steaua României” renddel tüntette ki.
2013-ban tagja volt a cannes-i fesztivál zsűrijének.
2021-ben a cannes-i fesztivál Kritikusok Hete programsorozatának zsűrielnöke volt.

## Díjak
- Legjobb rendezés díja a dakinói fesztiválon (2000) a Zapping című rövidfilmért
- A Festivalul Internațional de Film Transilvania (2002) nagydíja az Occident című filmmel
- A cannes-i fesztivál nagydíja (2007) a 4 hónap, 3 hét, 2 nap című filmért
- Legjobb film (2007) a 4 hónap, 3 hét, 2 nap című filmért
- A  FIPRESCI nagydíja (2007) a 4 hónap, 3 hét, 2 nap című filmért
- A legjobb forgatókönyv a 2012-es cannes-i fesztiválon a Dombokon túl című filmért[6]
- A legjobb rendező díja a 2016-os cannes-i fesztiválon az Érettségi című filmért
- A francia Becsületrend[7]

## Filmjei

### Rendezőként
- 1998 – Mariana (rövidfilm)
- 1999 – Mîna lui Paulișta (rövidfilm)
- 1999 – Nem véletlen (rövidfilm)
- 2000 – Zapping (rövidfilm)
- 2000 – A tűzoltók kórusa (rövidfilm)
- 2002 – Nyugat
- 2005 – Elhagyatva s megtalálva című epizód az Elveszett tárgyak c.filmből
- 2007 – 4 hónap, 3 hét, 2 nap
- 2009 – Mesék az aranykorból (rövidfilmek)
- 2012 – Dombokon túl
- 2016 – Érettségi
- 2022 – R.M.N.

### Forgatókönyvíróként
- 1998 – Mariana (rövidfilm)
- 2000 – Zapping (rövidfilm)
- 2002 – Nyugat
- 2005 – Canton
- 2005 – Elhagyatva s megtalálva című epizód az Elveszett tárgyak c.filmből
- 2007 – 4 hónap, 3 hét, 2 nap
- 2009 – Mesék az aranykorból
- 2010 – Peremlét
- 2012 – Dombokon túl
- 2016 – Érettségi
- 2022 – R.M.N.

### Producerként
- 2005 – Apartament 19
- 2006 – Agyő, Bukarest
- 2007 – 4 hónap, 3 hét, 2 nap
- 2009 – Mesék az aranykorból
- 2012 – Dombokon túl
- 2016 – 6,9 a Richter-skálán
- 2016 – Érettségi
- 2018 – Hackerville (tv-sorozat)
- 2018 – Limonádé
- 2018 – Testvérlövészek
- 2020 – Talált pénz (tv-sorozat)
- 2021 – Az apa, aki hegyeket mozgat meg
- 2022 – Ruxx (tv-sorozat)

## Fordítás
Ez a szócikk részben vagy egészben  a   Cristian Mungiu című román Wikipédia-szócikk ezen változatának fordításán alapul.  Az eredeti cikk szerkesztőit annak laptörténete sorolja fel. Ez a jelzés csupán a megfogalmazás eredetét és a szerzői jogokat jelzi, nem szolgál a cikkben szereplő információk forrásmegjelöléseként.

### Interjúk
- „Imi plac filme, si nu regizori sau curente“. Interviu cu Cristian MUNGIU, Observator cultural, 2002. szeptember
- „Am chef sa-mi povestesc biografia“. Interviu cu Cristian MUNGIU, Observator cultural, 2004. november
- Cristian Mungiu – Dulcea oboseala a succesului, Cariere Online,  2008. február 7.
- Iași: Cristian Mungiu: „Încerc să fac ceva care să miște spectatorul“, Adevărul, 2009. szeptember 26.
- Cristian Mungiu depre propunerea la Oscar: Realist vorbind, sansele noastre sunt destul de mici, Revista Tango, 2012. szeptember 6
- Cristian Mungiu: La genul de filme pe care le fac, nu am asteptari prea mari la Oscar, Revista Tango, 2012. december 8.